# Джон Гілберт
Джон Гілберт (англ. John Gilbert; 10 липня 1897, Логан, Юта — 9 січня 1936, Лос-Анджелес, Каліфорнія; уроджений Джон Сесіл Прінгл (англ. John Cecil Pringle) — один з найбільш популярних американських акторів часів німого кіно. На початку своєї кар'єри знімався під іменем Джек Гілберт.

## Особисте життя
Джон Гілберт був чотири рази одружений, але всі його шлюби були недовговічними і через пару років закінчувалися розлученням. У проміжках між ними Гілберт заводив романи з колегами по цеху. Так відомо, що він перебував у романтичних стосунках з актрисами  Барбарою ла Марр і Бібі Данієлс. Крім того його коханими були знамениті Грета Гарбо — вона збиралася за Гілберта заміж, але скандально кинула його прямо біля вівтаря — і Марлен Дітріх, яка була з актором в останні два роки його життя. Всі чотири дружини Гілберта теж були актрисами:
- Олівія Бервелл (1917 — 1922)
- Літріс Джой (1923–1924), 6 вересня 1924 року народила Гилберту дочку
- Іна Клер (1929 — 1931)
- Вірджинія Брюс (1932 — 1934)

## Фільмографія
- 1919 — Серце гір / The Heart o'the Hills — Грей Пендлтон
- 1921 — Слуга в будинку / The Servant in the House — Персіваль
- 1923 — Камео Кірбі / Cameo Kirby — Камео Кірбі
- 1924 — Людина-вовк / The Wolf Man — Джеральд Стенлі
- 1924 — Одружена кокетка / Married Flirts — камео, гість на вечірці
- 1924 — Сноб / The Snob — Юджин Каррі
- 1925 — Великий парад / The Big Parade — Джеймс Епперсон
- 1925 — Весела вдова / The Merry Widow — принц Данило Петрович
- 1926 — Плоть і диявол / Flesh and the Devil — Лео фон Гарден
- 1926 — Барделіс Прекрасний / Bardelys the Magnificent — Барделіс
- 1927 — Любов / Love — Вронський
- 1927 — На дванадцять миль геть / Twelve Miles Out — Джеррі Фей
- 1928 — Люди мистецтва / Show People — камео
- 1931 — Доля джентльмена / Gentleman's Fate — Джакомо Томасуло / Джек Томас